# Gilbert Koomson
Gilbert Koomson (Accra, 1994. szeptember 9. –) ghánai válogatott labdarúgó, a norvég Sandefjord csatárja.

## Pályafutása

### Klubcsapatokban
Koomson a ghánai fővárosban, Accraban született. Az ifjúsági pályafutását a helyi Ajax Accra csapatában kezdte majd a thai BEC Tero Sasana akadémiájánál folytatta.
2011-ben mutatkozott a BEC Tero Sasana felnőtt csapatában. A 2013-as szezon első felében a Samut Songkhram, majd a második felében a Sogndal csapatánál szerepelt kölcsönben. 2016-ban átigazolt a norvég első osztályban érdekelt Sogndalhoz, ahol gyorsan a kezdőcsapat tagja lett. 2018 januárjában a Brann szerződtette le. A 2020–21-es szezonban a török Kasımpaşa csapatát erősítette.
2021. augusztus 31-én 2½ éves szerződést kötött a Bodø/Glimt együttesével. Először a szeptember 19-ei, Viking elleni ligamérkőzés 87. percében Amahl Pellegrino cseréjeként lépett pályára. Első gólját október 3-án, a Stabæk ellen 3–0-ra megnyert találkozón szerezte. A csapattal a 2021-es szezonban megszerezte a bajnoki címet. A 2022-es idény második felében az Aalesund csapatát erősítette kölcsönben. 2023. február 28-án a Sandefjordhoz írt alá.

### A válogatottban
2016-ban debütált a ghánai válogatottban. Először 2016. október 11-én, a Dél-afrikai Köztársaság ellen 1–1-es döntetlennel zárult barátságos mérkőzés 81. percében Christian Atsut váltva lépett pályára.

## Statisztikák
2023. április 16. szerint
| Klub                  | Szezon   | Osztály     | Bajnokság | Bajnokság | Kupa  | Kupa | Nemzetközi | Nemzetközi | Összesen | Összesen |
| Klub                  | Szezon   | Osztály     | Meccs     | Gól       | Meccs | Gól  | Meccs      | Gól        | Meccs    | Gól      |
| --------------------- | -------- | ----------- | --------- | --------- | ----- | ---- | ---------- | ---------- | -------- | -------- |
| Sogndal (kölcsönben)  | 2013     | Tippeligaen | 7         | 0         | 0     | 0    | —          | —          | 7        | 0        |
| Sogndal               | 2016     | Tippeligaen | 28        | 3         | 0     | 0    | —          | —          | 28       | 3        |
| Sogndal               | 2017     | Eliteserien | 30        | 7         | 1     | 1    | —          | —          | 31       | 8        |
| Sogndal               | Összesen | Összesen    | 65        | 10        | 1     | 1    | 0          | 0          | 66       | 11       |
| Brann                 | 2018     | Eliteserien | 30        | 1         | 1     | 0    | —          | —          | 31       | 1        |
| Brann                 | 2019     | Eliteserien | 25        | 2         | 1     | 0    | 2          | 0          | 28       | 2        |
| Brann                 | 2020     | Eliteserien | 17        | 8         | —     | —    | —          | —          | 17       | 8        |
| Brann                 | Összesen | Összesen    | 72        | 11        | 2     | 0    | 2          | 0          | 76       | 11       |
| Kasımpaşa             | 2020–21  | Süper Lig   | 22        | 0         | 1     | 0    | —          | —          | 23       | 0        |
| Bodø/Glimt            | 2021     | Eliteserien | 6         | 1         | 1     | 0    | 2          | 0          | 9        | 1        |
| Bodø/Glimt            | 2022     | Eliteserien | 14        | 0         | 4     | 2    | 13         | 0          | 31       | 2        |
| Bodø/Glimt            | Összesen | Összesen    | 20        | 1         | 5     | 2    | 15         | 0          | 40       | 3        |
| Aalesund (kölcsönben) | 2022     | Eliteserien | 10        | 1         | 0     | 0    | —          | —          | 10       | 1        |
| Sandefjord            | 2023     | Eliteserien | 2         | 0         | 2     | 0    | —          | —          | 4        | 0        |
| Összesen              | Összesen | Összesen    | 191       | 23        | 11    | 3    | 17         | 0          | 219      | 26       |

## Sikerei, díjai
Bodø/Glimt
- Eliteserien
  - Bajnok (1): 2021
  - Ezüstérmes (1): 2022